# Borei kaibyo yashiki (La mansión del gato fantasma)
La mansión del gato fantasma (conocida en inglés como Black Cat Mansion; 亡霊怪猫屋敷 (Bōrei kaibyō yashiki lit. La mansión del gato fantasma?) es una película japonesa de 1958 de terror dirigida por Nobuo Nakagawa para Shintoho. El film presenta una narrativa no lineal, que alterna el presente y pasado de los personajes (filmado en un blanco y negro virando a azul), con el pasado lejano (rodado en color). Es uno de los ejemplos más destacados del subgénero cinematográfico japonés de los "gatos fantasma" (kaibyō eiga), centrado en esas figuras sobrenaturales del folclore.
Se estrenó en Japón en 1958. No fue doblada al inglés ni se proyectó en Estados Unidos. 

## Trama
Una noche en un hospital durante un apagón eléctrico, el Dr. Tetsuichiro Kuzumi recuerda eventos pasados. En un flashback, se le muestra mudándose con su esposa Yoriko desde la ciudad de Tokio a una casa en Kyūshū, la región natal de la joven, para ayudar a curar su tuberculosis. Los acompaña su hermano mayor Kenichi, que es quien conduce el automóvil y cuando ve un gato negro cruzar la calle, casi estrella el auto contra una barandilla que da al mar. Llegan a la mansión centenaria que Kenichi ha alquilado para ellos, donde Yoriko se muestra aprensiva al ver otro gato, un grupo de cuervos en un árbol del jardín y una pared que parece manchada de sangre. También ve a una anciana espeluznante que desaparece antes de que los demás puedan verla.
Tetsuichiro convierte parte de la casa en clínica para seguir trabajando mientras está allí. La anciana llega a la clínica, sorprendiendo al asistente de Tetsuichiro y provocando que su perro Taro ladre. Cuando el asistente va a buscar a Tetsuichiro, la anciana deja la consulta y entra en las estancias privadas a estrangular a Yoriko, aunque no la mata. Más tarde, la mujer reaparece y le dice a Tetsuichiro que una familia tiene un niño enfermo, por lo que parte en un rickshaw, solo para descubrir al llegar a su destino que la familia no envió a buscarlo. En su ausencia, la anciana mata a Taro e imita la voz de Tetsuichiro, convenciendo a Yoriko de que la deje entrar, donde es estrangulada nuevamente. Más tarde, Yoriko le informa a Tetsuichiro sobre sus sueños en los que unos gatos la muerden. Tetsuichiro y Kenichi preocupados visitan un templo budista, donde un sacerdote les cuenta la historia de la mansión.
En un flashback a finales del período Sengoku (c. 1467-1600), se revela que la gran casa alguna vez fue conocida como Mansión de las espireas y era habitada por Lord Ishido Sakon no Shogen, quien era famoso por su genio y mal carácter. Un día, cuando el joven samurái Kokingo recibe instrucciones de enseñarle a jugar al go, Kokingo lo acusa de hacer trampa y Shogen lo asesina con su espada. A la señora Miyaji, la esposa de Kokingo, le dicen que Kokingo humillado se fue a estudiar después de perder en el juego. Shogen y su asistente Saheiji ocultan el cuerpo de Kokingo tras una pared, detrás de un cuadro. Pero el fantasma de Kokingo se le aparece a su esposa y le informa que fue asesinado por Shogen. Durante la cena, Miyaji intenta apuñalar a Shogen, pero ella falla y él la viola. Luego, la mujer le dice a su gato Tama que la vengue a ella y a Kokingo, y se suicida. Tama lame su sangre mientras el fantasma de Miyaji maldice el linaje de Shogen.
El hijo de Shogen, Shinnojo, desea casarse con una sirvienta llamada Yae, pero ella es de posición inferior. Shinnojo le pide la bendición a su padre, pero él no lo aprueba. A pesar de esto, Shogen le pide a Yae que le dé un masaje en la espalda e intenta también abusar de ella. Shinnojo lo detiene y Shogen furioso se sorprende por las apariciones espectrales de Kokingo y Miyaji. El bakeneko mientras ha matado a la madre anciana y ciega de Shogen y tomado su apariencia. Ella a su vez mata a un sirviente llamado Sato, y finalmente tanto Shogen enloquecido por las visiones como Shinnoji intentando defenderse mueren peleando con sus espadas.  De nuevo a mediados del siglo XX, el sacerdote revela que Saheiji es un antepasado de Yoriko y Kenichi y le da a Tetsuichiro un amuleto para protegerse de los espíritus malignos. Esa noche, durante una tormenta, el viento se lleva los encantamientos manuscritos. Cuando Tetsuichiro va a cerrar las contraventanas, aparece la anciana y empieza a estrangular a Yoriko. La pared de la habitación de Yoriko se desmorona, revelando el esqueleto parcialmente momificado de Kokingo. De nuevo en el presente en el hospital, se explica que Yoriko y Tetsuichiro enterraron el esqueleto correctamente. Yoriko encuentra un gato pequeño y lo adopta felizmente.

## Reparto
- Toshio Hosokawa como Dr. Tetsuichiro Kuzumi
- Yuriko Ejima como Yoriko Kuzumi
- Takashi Wada como Lord Shogen
- Ryūzaburō Nakamura como Kokingo
- Fumiko Miyata como señora Miyaji
- Arata Shibata como Shinnojo
- Noriko Kitazawa como Yae
- Hiroaki Kurahashi como Kenichi
- Fujie Satsuki como madre de Shogen
- Rei Ishikawa como Saheiji

## Estreno
Se estrenó en Japón en 1958. 

## Recepción crítica
Steve Biodrowski de Cinefantastique Online escribió que la película "no es una obra maestra que influirá en los no iniciados", sino que es una "pieza de género atmosférica y bien ejecutada".  Scott Foutz de Sarudama.com calificó la película como una "trágica historia de fantasmas" y la recomendó encarecidamente a los fans del J-horror. 

## Medios domésticos
La película fue lanzada en DVD en la región 2.  